# 俞川心
俞川心（1943年8月10日—），中華民國空軍少將，籍貫浙江省東陽市，曾任東森電視台氣象主播、空軍氣象聯隊聯隊長。2012年7月10日宣布復出，效力中天新聞台。現已退休。

## 簡歷
- 1943年，俞川心出生於浙江省東陽市 ，省立嘉義高工化驗科、空軍通信電子學校氣象科畢業。
- 1965年開始從事氣象工作，在中華民國空軍內歷任氣象官、預報長、預報課長、氣象中心主任、空軍氣象聯隊少將聯隊長。
- 1996年轉任行政院國軍退除役官兵輔導委員會屏東縣榮民服務處處長。
- 1998年退役前往東森電視台擔任氣象主播。因為他曾擔任空軍少將，得到了「氣象將軍」的外號。
- 2009年退休[1]，現經營「俞將軍 氣象生活網 （页面存档备份，存于）」入口網站。
- 2012年宣布復出，擔任中天新聞台氣象首席顧問[2]。

## 著作
| 年份   | 書名                                    | 出版社                 | ISBN               |
| 2001年 | 《呼風喚雨 : 台灣第一本生活氣象入門書》 | 星定石文化出版有限公司 | ISBN 9789572017043 |
| 2004年 | 《台灣是座氣象博物館》                  | 果實出版社             | ISBN 9867796233    |

## 外部連結
- 俞將軍 氣象生活網